# Senantes (Oise)
Senantes è un comune francese di 688 abitanti situato nel dipartimento dell'Oise della regione dell'Alta Francia.

## Società

### Evoluzione demografica
Abitanti censiti